# Beceite
Beceite (Beseit en catalán) es un municipio y localidad española de la provincia de Teruel, en la comunidad autónoma de Aragón. Perteneciente a la comarca de Matarraña, tiene una población de 551 habitantes (INE 2017) y una extensión de 96,72 km².
Está situado al pie de los Puertos de Beceite, la más destacada cadena montañosa del noreste de la provincia. En su término municipal nacen y discurren los ríos Matarraña, Ulldemó, Algás y Pena junto a bosques, conglomerados y sierras. El casco urbano de la villa se encuentra bien conservado y en él destacan los cinco portales con los que cuenta el perímetro medieval del núcleo histórico, además de la lonja gótica del siglo XV con varios arcos ojivales. La iglesia parroquial de San Bartolomé (siglos XVII-XVIII), cuya portada barroca con columnas salomónicas preside la plaza de la Constitución, conserva una capilla del siglo XII, que parece provenir de la primitiva iglesia erigida por los templarios. El interior del templo parroquial fue recientemente restaurado y se compone de tres naves entre las que sobresale la gran cúpula; el altar mayor original y el altar del Rosario fueron quemados en 1938 durante la Guerra Civil. El puente sobre el río Matarraña fue construido por los templarios en el siglo XII. El casco urbano cuenta además con la ermita de Santa Ana de estilo renacentista, la «presoneta» antigua cárcel de Beceite, el Palau, varios torreones defensivos y los conocidos como Fuerte de Cabrera, importante plaza durante las guerras carlistas.
El río Matarraña, que nace en Beceite, forma varias pozas o 'tolls'. Asimismo, varias acequias, ramales y brazales surcan las calles del pueblo.
Beceite, como el resto de los diecisiete pueblos de la comarca del Matarraña, tiene como lengua propia una variante occidental del catalán.
A Beceite se accede a través de la carretera A-2412. De Beceite parte el sendero de Gran Recorrido GR-8 (Beceite-Villel).

## Toponimia
El origen del asentamiento podría tener origen romano y se han encontrado distintos restos íberos por todo el término. El nombre deriva del árabe bayt Zayd بيت زيد ('la casa de Zayd'). La existencia en Aragón de diversos topónimos con la palabra Zayd (Calaceite, Zaidín, La Zaida, Vinaceite, Binaced, etc.) sugiere la presencia de la minoría chiita zaydí en los distritos al este de Saraqusta. En la variedad de catalán hablada en la localidad el nombre es Beseit. En documentos de los siglos XVII y XVIII aparece como Bezeite y Bezeyte.

## Medio natural

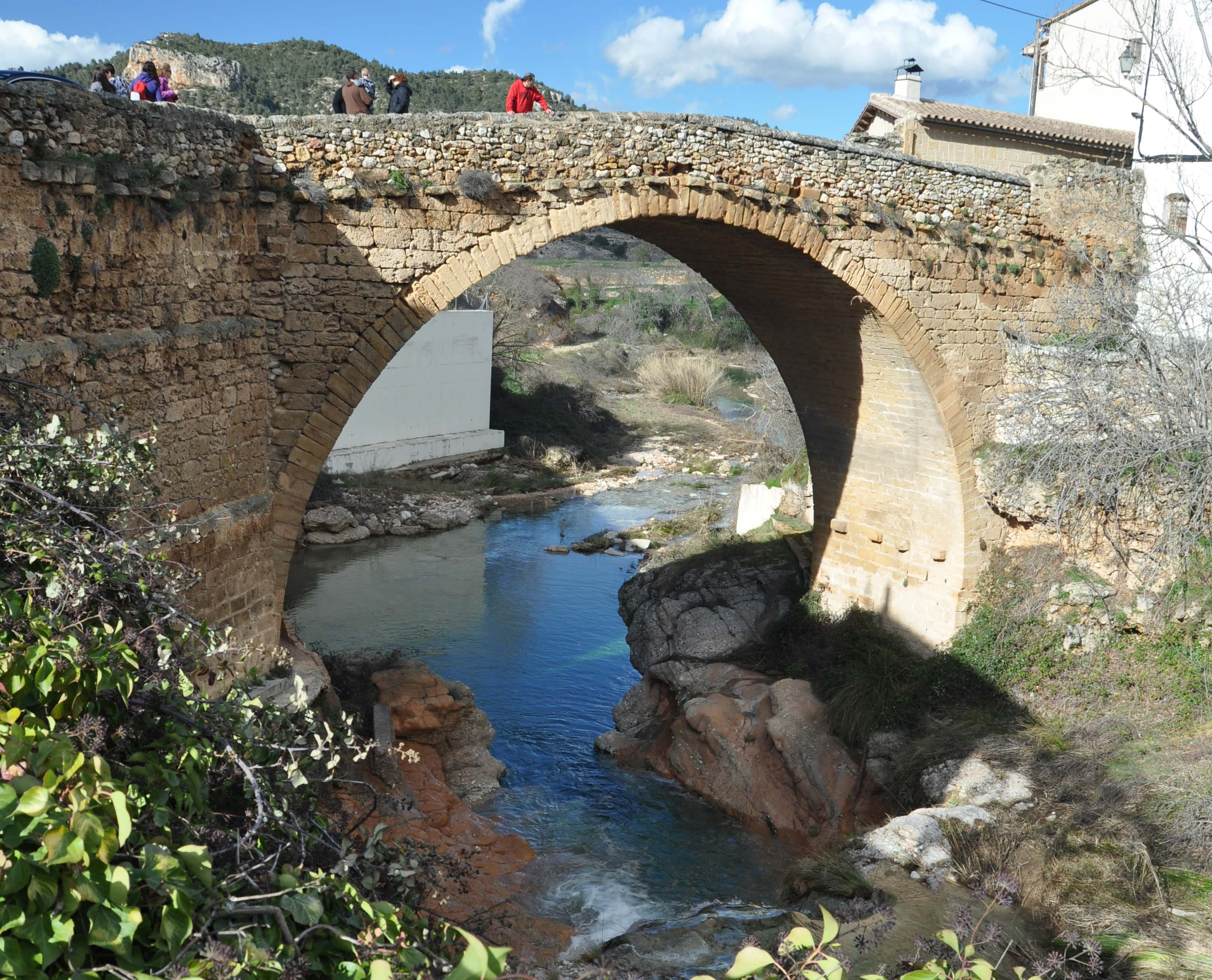
Puente en Beceite

Sin duda lo más destacable de Beceite, a pesar de su notable casco urbano, es el entorno natural. El macizo de los Puertos de Beceite, que da nombre a un conjunto de sierras que transcurren por la provincia de Teruel, pero también por las de Tarragona y Castellón, es un nudo orográfico de naturaleza calcárea. El clima supramediterraneo de tipo subhúmedo o incluso húmedo en las zonas más altas posibilita la abundancia de bosques de pino laricio y silvestre, encinares, robledales y especies más boreales como el acebo, el tejo, el arce e incluso una pequeña población de hayas que constituye el hayedo más meridional de España y de toda la península ibérica.
Los ríos Matarraña, Ulldemó, Algás y Pena forman extraordinarias gargantas y estrechos entre los que destacan el de El Parrizal en el río Matarraña y el del Regatxol en el Ulldemó.
El término municipal alberga también gran parte del embalse de Pena, alimentado por el río del mismo nombre y por un polémico trasvase entre el río Matarraña y el Pena y cuya capacidad es de 182 hm³, finalizado en 1929 siendo uno de los más antiguos de todo Aragón y de España.[cita requerida]

## Clima
El clima de Beceite es mediterráneo continentalizado de tipo subhúmedo. La temperatura media anual está en torno a los 12,2 °C (grados Celsius) y las precipitaciones medias anuales son de 677,2 mm. Una cantidad importante e incluso abundante en su “España Mediterránea”. El clima del casco urbano, situado en la zona a menor altitud del término municipal, a 579 m sobre el nivel del mar, tiene cuatro estaciones muy marcadas; el verano es moderadamente caluroso y soleado con tormentas ocasionales y noches frescas; el otoño y la primavera son las estaciones más lluviosas y en invierno son frecuentes los días soleados, las heladas nocturnas y se producen nevadas episódicas pero que pueden acumular importantes cantidades.

## Economía
La historia de la localidad va íntimamente ligada a la industria del papel, ya desaparecida, pero que constituyó una de las de mayor importancia de Aragón, contando con hasta seis fábricas de papel funcionando simultáneamente. De estas fábricas salía para todo el país papel de barba, de estraza, naipes de primera calidad además de cartón. Precisamente Beceite contó con una de las primeras fábricas de naipes en el siglo XIX que comenzó a abastecer a Heraclio Fournier.
Sin embargo las últimas fábricas papeleras cesaron su actividad a principios de los años 1970, con lo que se agravó la despoblación a la que se veía sometido el municipio desde los años 1950. Además de industria papelera la localidad contaba con varias serrerías y pequeñas minas de carbón.
Actualmente los pilares de la economía son la ganadería porcina y ovina principalmente, complementada por la agricultura especialmente del extraordinario olivar de empeltre y el almendro; el turismo y la hostelería se conforman como el sector más dinámico, incipiente y de mayor proyección futura. Beceite es una de las localidades más turísticas de toda la provincia de Teruel y de todo Aragón. Tan solo en el verano de 2015 se contablizaron más de 702 000 vehículos en las zonas de ocio y baño de los ríos Matarraña y Ulldemó. La localidad cuenta con servicios básicos como panaderías, carnicería, pescadería, colegio público, consultorio médico, farmacia, entidades bancarias, varios bares, hoteles, casas rurales y empresas de turismo activo. Sin embargo la despoblación imposibilita un relevo generacional y una mayor iniciativa privada.

## Ferias y fiestas
La localidad celebra sus fiestas patronales en honor a San Bartolomé y San Eutropio del 23 al 27 de agosto. Además celebra las Jornadas Micológicas dels Bolets en la segunda quincena de octubre.

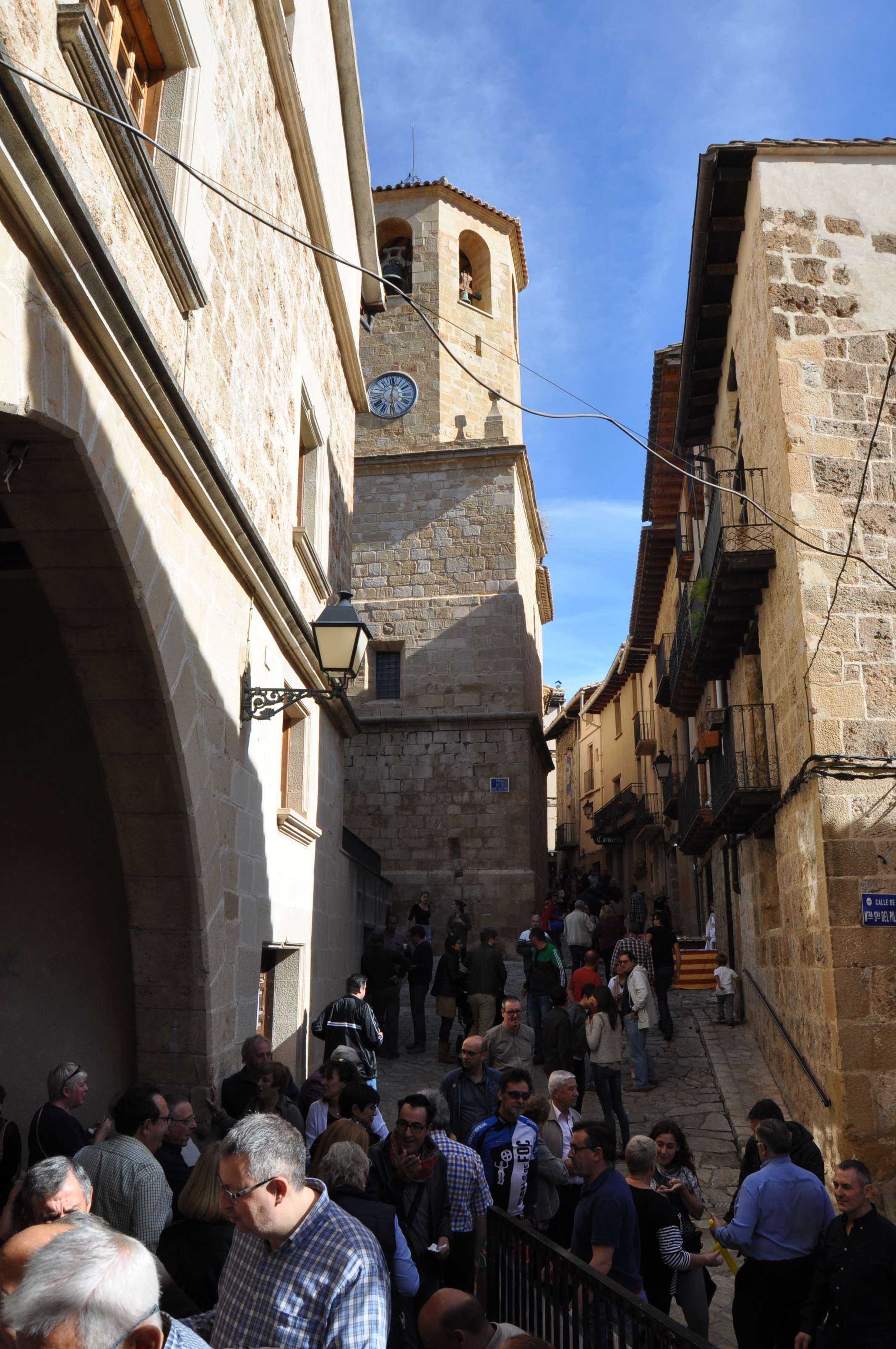
Rincón típico de Beceite.

## Demografía
Beceite cuenta con una población de 562 habitantes (INE 2024).
| Gráfica de evolución demográfica de Beceite entre 1842 y 2021                                                       |
| |
| Población de derecho según los censos de población del INE Población de hecho según los censos de población del INE |

## Administración y política
| Período   | Alcalde                  | Partido     |  |
| --------- | ------------------------ | ----------- |  |
| 1979-1983 | Esteban Lorente Sánchez  | UCD         |  |
| 1983-1987 |                          | PAR         |  |
| 1987-1991 | Antonio Mateo            | PSOE        |  |
| 1991-1995 | José Serret Bueso        | PP          |  |
| 1995-1999 | José Serret Bueso        | PP          |  |
| 1999-2003 | José Serret Bueso        | PP          |  |
| 2003-2007 | José Serret Bueso        | PP          |  |
| 2007-2011 | Alberto Moragrega Julián | PSOE-Aragón |  |
| 2011-2015 | Alberto Moragrega Julián | PSOE-Aragón |  |
| 2015-     | Juan Enrique Celma       | PP          |  |

| Partido político    | Partido político                                   | 2003   | 2007   | 2011   | 2015   |
| Partido político    | Partido político                                   | Ediles | Ediles | Ediles | Ediles |
|                     | Partido Popular de Aragón (PP)                     | 4      | 3      | 3      | 4      |
|                     | Partido de los Socialistas de Aragón (PSOE-Aragón) | 2      | 2      | 3      | 3      |
|                     | Partido Aragonés (PAR)                             | 1      | 2      | 1      | —      |
|                     | Chunta Aragonesista (CHA)                          | —      | —      | 0      | —      |
| Total de concejales | Total de concejales                                | 7      | 7      | 7      | 7      |